# São Bernardo
São Bernardo là một đô thị thuộc bang Maranhão, Brasil. Đô thị này có diện tích 1006,657 km², dân số năm 2007 là 25826 người, mật độ 25,66 người/km².